# При Церкви-Струге
При Церкви-Струге (на словенски: Pri Cerkvi-Struge) е село в Словения, регион Средна Словения, община Добреполе. Според Националната статистическа служба на Република Словения през 2015 г. селото има 71 жители.